# Baden-Pforzheim
Baden-Pforzheim fou un marcgraviat del Sacre Imperi Romanogermànic.
Va sorgir el 1291 a la mort de Herman VII (1288-1291) quan es va procedir a un repartiment corresponent Pforzheim a Rodolf IV (1291-1348) i Herman VIII 1291-1300. Després del 1348 es va procedir a un nou repartiment formant-se dues línies, una de les quals va conservar el nom de Baden-Pforzheim amb Rodolf V, sent l'altra la de Baden-Baden. A la mort sense fills de Rodolf V va passar a Rodolf VI l'Alt de Baden-Baden.

## Marcgravis
- Herman VIII 1291-1300
- Rodolf IV 1291-1348
- Rodolf V 1348-1361